# Bergewöhrden
Bergewöhrden er en by og kommune i det nordlige Tyskland, beliggende i Amt Kirchspielslandgemeinden Eider i den nordlige del af Kreis Dithmarschen. Kreis Dithmarschen ligger i den sydvestlige del af delstaten Slesvig-Holsten.

## Geografi
Kommunen, der kun består af 12 huse, ligger på sydbredden af Ejderen.

### Nabokommuner
Nabokommuner er (med uret fra nord) kommunerne Süderstapel (i Kreis Slesvig-Flensborg), Hollingstedt og Hennstedt (begge i Kreis Dithmarschen).